# CGSO
CGSO is de afkorting van Centrum voor Geboorteregeling en Seksuele Opvoeding. Vormingscentrum CGSO biedt workshops voor kinderen & jongeren en nascholingen & ondersteuning voor professionals. Alle thema’s gelinkt aan seksuele gezondheid komen aan bod. 

## Werking
Het CGSO is actief in heel Vlaanderen en werkt vanuit vanuit Brugge. Het CGSO streeft ernaar dat iedereen op een gezonde, plezierige en veilige manier relaties en seksualiteit kan beleven. Het CGSO doet dit in de eerste plaats door het aanbieden en ondersteunen van vormingen.  
Het CGSO werkt zowel preventief als sensibiliserend door:   
- zelf vorming te geven in scholen en sociale organisaties
- intermediairs te steunen in het geven van vormingen via ons uitgebreide leermiddelenbank
- nascholingen voor professionals te organiseren
- know how te delen via beleidsmatig advies en begeleiding
- acties, evenementen, voordrachten

Het CGSO is lid van DeMens.nu, partner van Sensoa, één van de initiatiefnemers van het Brugs Regenbooghuis.  

## Geschiedenis
Het centrum is vergelijkbaar met de Nederlandse Vereniging voor Seksuele Hervorming (NVSH). Een voorloper van het CGSO werd in 1955 opgericht als de Belgische Vereniging voor Seksuele Voorlichting door een aantal vrijzinnigen uit het Humanistisch Verbond en de vrijmetselarij. Lucien De Coninck was er de  grondlegger en eerste voorzitter van. Het Brugse CGSO werd opgericht in 1972. 
In iedere grote stad was een CGSO aanwezig. Daar was hulp te verkrijgen met betrekking tot seksualiteit, soa's, voorbehoedsmiddelen, (ongewenste) zwangerschap, abortus, relaties en dergelijke. Het centrum gaf niet alleen individuele voorlichting, maar ook aan groepen en scholen. Dit kon zowel bij het CGSO zelf als op de locatie van de aanvrager.
De centra van CGSO gingen deels op in het Centrum voor Algemeen Welzijnswerk (CAW) of werden opgedoekt. Enkel het CGSO in Brugge bleef over, aangezien het CAW daar zelf geen relationele en seksuele vorming meer geeft. Het CGSO Trefpunt is opgegaan in Sensoa op 1 januari 2003.